# Alexander von Schlippenbach
Alexander von Schlippenbach (Berlín, 7 de abril de 1938) es un pianista, arreglista y compositor alemán de jazz.

## Trayectoria
Realizó estudios de piano clásico y, a su finalización, trabajó como compositor de música para radio y cine. Trabaja como pianista en el quinteto de Gunter Hampel y con el grupo de Manfred Schoof, a mediados de los años 1960. Como consecuencia de un encargo de la radio, escribe una composición denominada "Globe Unity" (1966), para cuyo estreno reúne una big band con músicos de diferentes países europeos, todos ellos relacionados con el free jazz. Años más tarde, en 1973, volverá a reunir a esta banda, bajo el nombre de "Globe Unity Orchestra", de forma más estable, grabando diversos discos. En el periodo intermedio, trabaja con un trío que incluye a Evan Parker.
La Globe Unity Orchestra se convirtió en uno de los iconos del free jazz en Europa. Por ella han pasado músicos como Kenny Wheeler, Enrico Rava, Albert Mangelsdorff, Peter Brötzman, Steve Lacy, Manfred Schoof, Michel Pilz, Alan Silva y muchos otros.
En 1988, fundó la Berlin Contemporary Jazz Orchestra, otra big band con la que ha desarrollado trabajos en el campo de la improvisación libre y el jazz contemporáneo, incluyendo a músicos como Willem Breuker, Paul Lovens, Misha Mengelberg, Evan Parker, su mujer Aki Takase, y el ya citado Kenny Wheeler.

## Estilo
Como pianista, tiene un estilo lírico y sensible, aunque su mayor reconocimiento le viene de su labor como arreglista y director de big bands de jazz moderno, especialmente al frente de la "Globe Unity Orchestra", donde desarrolló una importantísima labor de renovación del lenguaje de las grandes formaciones, experimentando con la improvisación colectiva.

## Discografía como líder
Solo piano
- 1972, Payan, Enja 2012
- 1977, Piano solo, FMP 0430
- 2005, Twelve tone tales: Vol. 1, Intakt CD 115
- 2005, Twelve tone tales: Vol. 2, Intakt CD 116
- 2012, Schlippenbach plays Monk, Intakt CD 207

En trío o cuarteto
- 1972, Pakistani pomade, FMP 110
- 1972, For example, FMP R123
- 1974/75, Three nails left, FMP 0210 con Peter Kowald
- 1975, Hunting the snake, UMS/ALP213CD con Peter Kowald
- 1977, The hidden peak, FMP 0410 con Peter Kowald
- 1981, Detto fra di noi, Po Torch PTR/JWD 10&11
- 1981, Das hohe lied, Po Torch PTR/JWD 16&17 con Alan Silva
- 1982, Anticlockwise, FMP 1020 Quartet with Alan Silva
- 1990, Elf bagatellen, FMP CD 27
- 1991, Physics, FMP CD 50
- 1994, 50th birthday concert, Leo Records CD LR 212/213
- 1998, Complete combustion, FMP CD 106
- 1998, Swinging the BIM, FMP CD 114/15
- 1999, 2X3=5, Leo CD LR 305 Parker/Guy/Lytton + Schlippenbach Trio
- 2002, Compression: live at Total Music Meeting 2002, a/l/l 011
- 2003, America 2003, psi 04.06/7. Parker/Schlippenbach/Lytton

con la Globe Unity Orchestra
- 1966, Globe Unity, Saba 15 109 ST
- 1967/70, Globe Unity 67 & 70, Atavistic/Unheard Music Series
- 1973, Live in Wuppertal, FMP 0160
- 1974, Hamburg '74, FMP 0650/Atavistic Unheard Music Series UMS/ALP248CD
- 1974, Der alte mann bricht … sein schweigen, FMP S4 (single)
- 1975, Rumbling, FMP CD 40
- 1975, Bavarian calypso/Good bye, FMP S6 (single)
- 1976, Jahrmarkt/Local fair, Po Torch PTR/JWD 2
- 1977, Improvisations, JAPO 60021
- 1977, Pearls, FMP 0380
- 1979, Compositions, JAPO 60027
- 1982, Intergalactic blow, JAPO 60039
- 1986, 20th anniversary, FMP CD45
- 2002, Globe Unity 2002, Intakt CD 086